# Zalew Nowomiejski
Zalew Nowomiejski – sztuczny zbiornik wodny, utworzony na rzece Sonie w Nowym Mieście (województwo mazowieckie, powiat płoński).
Zbiornik ma powierzchnię 31,6 hektara. Istnieją na nim dwie wyspy. Latem (na zachodnim brzegu), funkcjonuje strzeżone kąpielisko i molo. Istnieje tutaj możliwość uprawiania sportów wodnych. Na zbiorniku ustanowiono łowisko specjalne Polskiego Związku Wędkarskiego użytkowane przez Koło Wędkarskie w Nowym Mieście (podlegające pod PZW w Pułtusku).

## Galeria

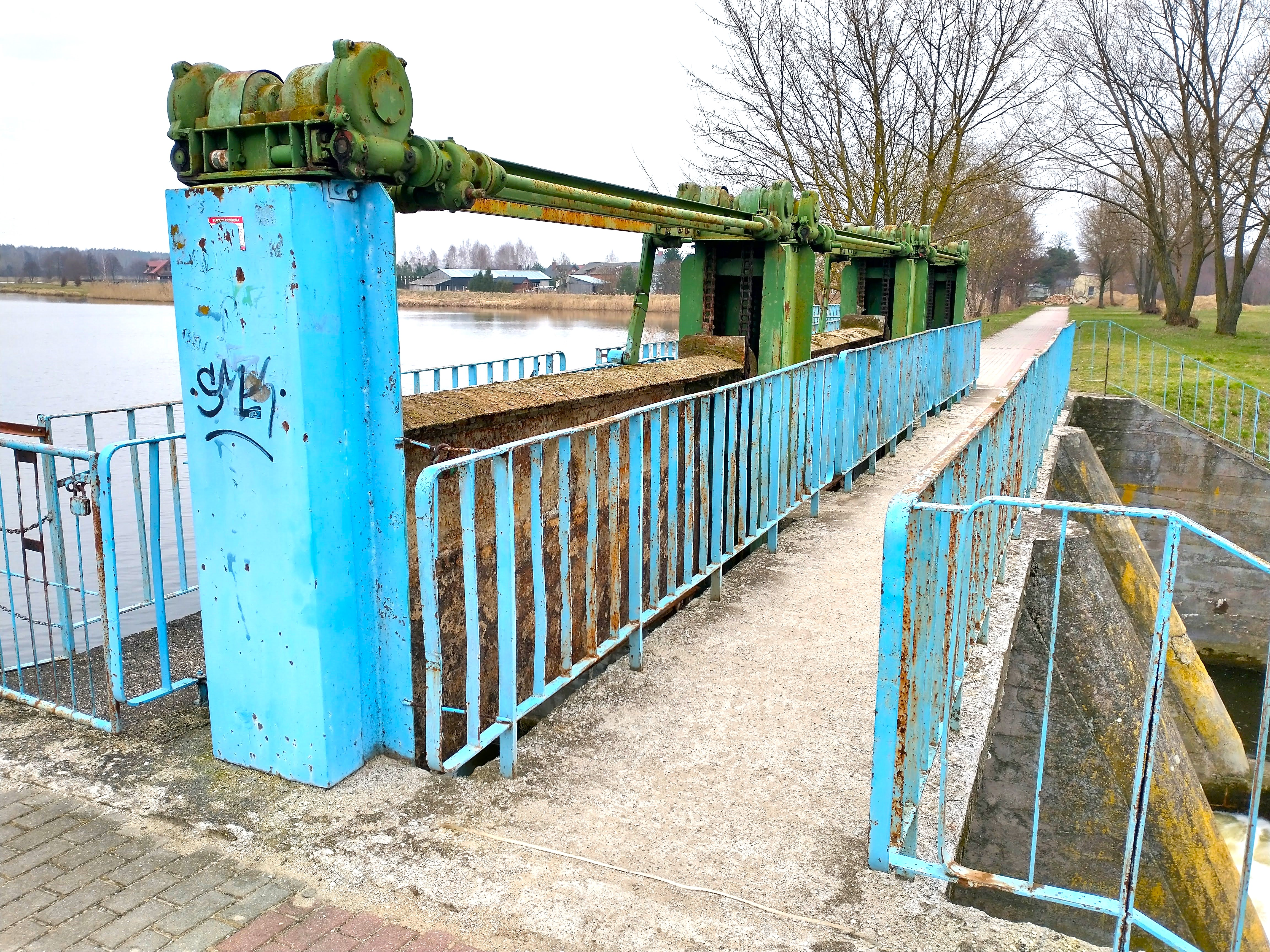
Zapora
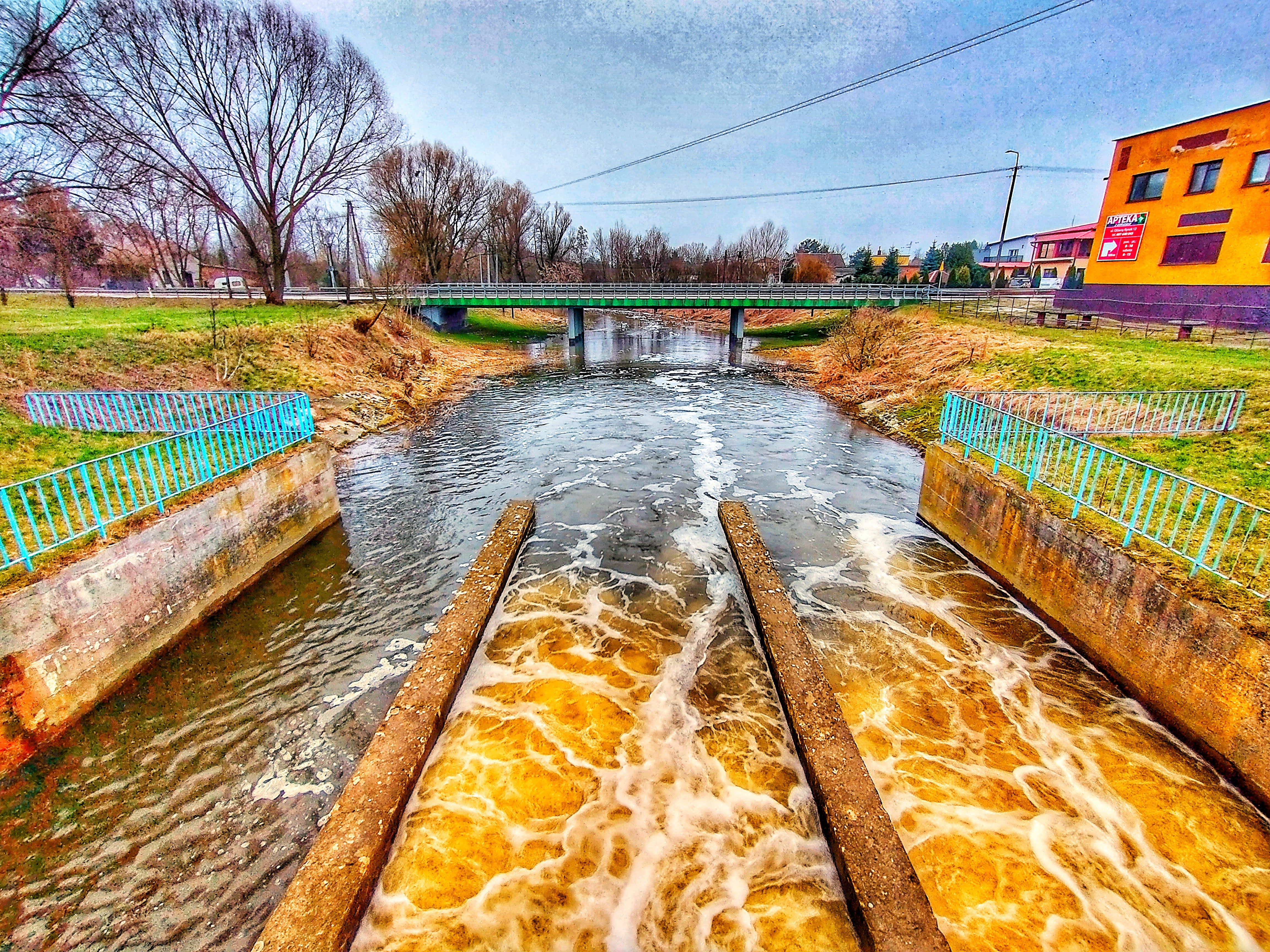
Sona poniżej zapory